# Kurmanjan Datka

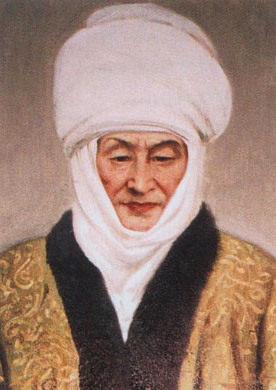
Kurmanjan Datka

Kurmanjan Datka (Kirgizisch: Курманжан Датка) of Datqa Qurmanjan Mamatbai qızı (Osj, 22 mei 1811 – Osj, 1 februari 1907) was een Kirgizische staatsvrouw en legeraanvoerder en werd reeds in haar tijd al geprezen om haar wijsheid en moed. Ze stond verder bekend als de "Koningin van de Alaj", "Koningin van het Zuiden" en heden ten dage als "Moeder van de Natie" van Kirgizië. De titel "Datka" kreeg ze van het kanaat Kokand en het emiraat Buchara en betekent zoiets als rechtvaardige machthebber.

## Weg naar de macht
Ze werd geboren als Qurmanjan Mamatbai qızı van de Mungush-stam, een nomadenfamilie die de buitenwijken van Osj bewoonden, een stad in het Alajgebergte.
Op achttienjarige leeftijd werd ze door haar ouders uitgehuwelijkt aan een man die drie keer zo oud was. Ze verbrak echter de traditie door te ontsnappen uit de joert van de bruidegom en vluchtte terug naar het huis van haar vader Mamatbai waar ze nog drie jaar zou blijven wonen.
In 1832 werd het huwelijkscontract uiteindelijk verbroken nadat ze hulp had gezocht bij de machtige lokale Alaj-heerser Alimbek Datka, met wie ze kort daarop trouwde en later vijf zonen zou schenken. Gedurende zijn bewind stond ze hem terzijde en was ze nauw betrokken bij staatsaangelegenheden en pogingen om de Kirgizische stammen in het zuiden nader tot elkaar te brengen. Alimbek, die meermaals betrokken was bij paleisintriges in het kanaat Kokand, liep in 1862 tijdens een paleiscoup in de val en werd gedood. Hierop nam de vijftigjarige Kurmanjan het bestuur over die in de jaren daarop veel respect genoot van de Alaj-Kirgiziërs. Ze kreeg ook vanaf dat moment het vertrouwen van het leger dat aan haar was toegewijd, bestaande uit vele duizenden ruiters.
Toen kan Khudayar van Kokand de Alaj-Kirgiziërs tot zijn onderdanen uitriep en hen belastingen oplegde, kwam Kurmanjan in verzet en slaagde er in om de opgelegde maatregelen af te wenden en om haar te erkennen als de nieuwe machthebber in het gebied alsmede haar recht op de eretitel van datka. De kan, die bekend stond om zijn arrogantie, werd vervolgens gedwongen om haar te ontmoeten en haar te eren met een officiële receptie, de eerste in Centraal-Azië en het islamitische Oosten ter ere van een vrouw. Haar positie werd ook erkend door de emir Muzaffar van Buchara, die haar eveneens de titel van datka schonk. Tegenwoordig behoort Kurmanjan tot een kleine categorie vrouwen die ooit aan het hoofd van een moslimstaat hebben gestaan.
De Russische wetenschapper en ontdekkingsreiziger Aleksej Pavlovitsj Fedsjenko, die dwars door Turkestan reisde en die als eerste westerse reiziger het Alajgebergte overstak, vergezeld door Kirgizische ruiters, merkte op dat Kurmanjan een groot gezag genoot en dat de ruiters over haar spraken met veel respect en eerbied.

## Russische expansie
In 1876 vielen Russische troepen het kanaat Kokand binnen en veroverden het. Desondanks bleven de zuidelijke Kirgizische regio's, in het bijzonder de Alaj, onoverwinnelijk. Kurmanjan reageerde, net als haar vijf zonen, negatief op de Russische opmars en begonnen aan een gewapende strijd door posities in te nemen in de omringende bergen. Op 25 april 1876 vond de eerste grootschalige strijd plaats tussen de Kirgizische en Russische troepen, die een hele dag duurde. De Russen slaagden erin de vijand uit hun posities te duwen; na aanzienlijke verliezen te hebben geleden, werden de Alaj-Kirgiziërs gedwongen zich terug te trekken.
Tijdens de vijandelijkheden vluchtte Kurmanjan Datka met haar gevolg naar een vallei in de buurt van Kashgar, alwaar ze op Oeigoerse nomaden stuitten. Nadat het grootste deel van het vee verloren was gegaan, keerden ze terug naar het Alajgebergte om vervolgens uit te wijken naar Afghanistan. Deze poging eindigde echter in een mislukking; op 29 juli gingen raakten Russische eenheden Kurmanjan op het spoor waarna ze spoedig werd ingehaald en gevangengenomen. Gezien haar grote invloed op de Alaj-Kirgiziërs, werd ze naar het regionale Russische hoofdkwartier in Margelan gebracht, niet als een gewone gevangene, maar met speciale eer. Hier kreeg ze van de Russen gegarandeerde immuniteit en volledige veiligheid in het vooruitzicht gesteld en onderhandelde ze met generaal Michail Skobelev over het beëindigen van het resterende verzet. Ze zou hierbij alleen bereid toe zijn in ruil voor de belofte van gratie voor al haar aanhangers, en dan voornamelijk voor haar zonen, die bovendien een hoge functie zouden moeten bekleden in de nieuwgevormde volosten van het Generaal-gouvernement Turkestan. De generaal stemde toe waarop Kurmanjan officieel de annexatie van het gehele grondgebied van de Alaj-Kirgiziërs aan het Russische rijk aankondigde. Hiervoor kende de Russische regering haar de rang van kolonel toe.
Vanaf dat moment begon Kurmanjan met het aanknopen van vriendschappelijke betrekkingen met de Russische autoriteiten, Tijdens de Pamir-campagnes van het Russische leger gaf ze het bevel aan haar volk om proviand te leveren aan de Russische legertroepen. Ze gedroeg zich ook voorzichtig tijdens talrijke opstanden op het grondgebied van het voormalige kanaat Kokand, waarbij ze de voorkeur gaf aan een pro-Russische of neutrale houding.

## Arrestatie en dood van zoon

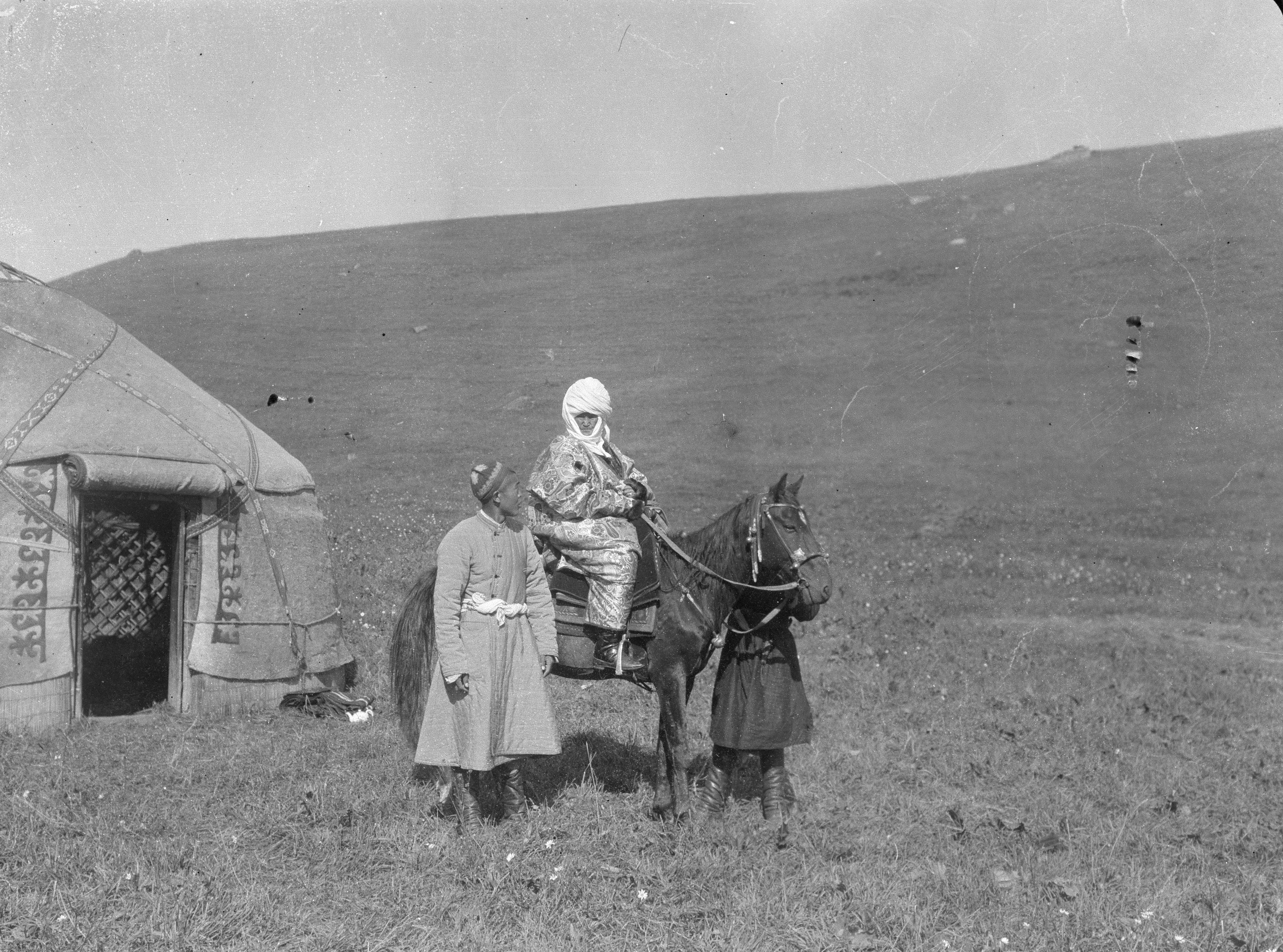
Kurmanjan Datka te paard in het bijzijn van haar kleinkinderen. Gefotografeerd door Carl Gustaf Mannerheim

Ondanks dat Kurmanjan zich inzette om de gemoederen onder de bevolking te bedaren, waren er sporadische pogingen van de bevolking om het Russische juk van zich af te schudden. De wapensmokkel uit Afghanistan nam toe, wat tevens een zekere bron van inkomsten gaf voor de Alaj-Kirgiziërs. In 1893 werden twee van haar zonen en kleinzonen beschuldigd van smokkel en moord op een douanebeambte en twee bewakers, waarna ze twee jaar in de gevangenis zaten in afwachting van hun veroordeling. Het lukte Kurmanjan, nadat ze zich had gewend tot de gouverneur-generaal van Turkestan met een verzoek om gratie, om één van haar zonen en beide kleinzoons van de dood te redden. De doodstraf werd omgezet in dwangarbeid in de provincie Irkoetsk. Haar lievelingszoon, Kamchibek, kon niet worden gered. Ze weigerde haar volgelingen te vragen hem te redden, waarbij ze verklaarde dat ze haar mensen niet zou laten lijden door haar privébelangen.
Op 3 maart 1895 werd hij opgehangen op het centrale plein van Osj in aanwezigheid van zijn moeder. Volgens een legende eindigde de eerste poging tot ophangen in een mislukking - het touw brak, waarop Kurmanjan zei: "De Almachtige is tegen het vonnis", en vroeg om de executie te annuleren. Echter, de ambtenaar die toezicht hield op de executie, gaf een tweede bevel tot voltrekking van het doodsvonnis. Er is ook een versie waarin Kamchibek niettemin gratie kreeg bij een decreet van de tsaar, maar de gratie kwam naar verluidt te laat, toen de veroordeelde al was geëxecuteerd. De dood van haar zoon had een sterke morele impact op Kurmanjan, ze trok zich terug uit het openbare leven, verliet haar bezittingen en werd een kluizenaar. Ze bracht zowel de winter als de zomer door in een vilten joert, zwervend langs de hellingen van het Alajgebergte.

## Latere levensjaren

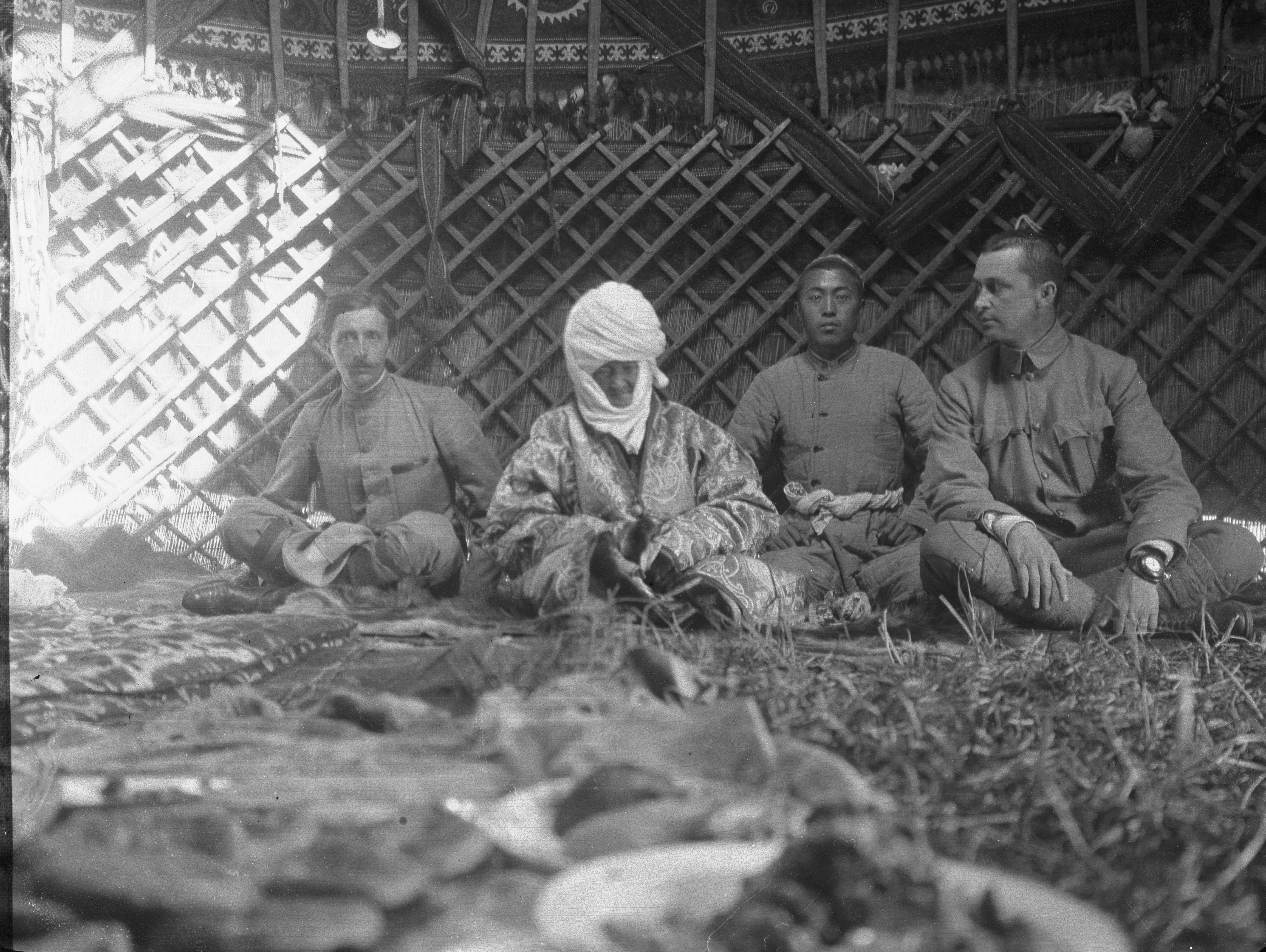
Mannerheim (rechts) en de Franse oriëntalist Paul Pelliot op audiëntie bij Kurmanjan Datka in haar joert

In de zomer van 1906, zes maanden voor de dood van Kurmanjan Datka, trok de toekomstige maarschalk en president van Finland Carl Gustaf Mannerheim tijdens een Aziatische expeditie voor de Russische regering, door de Alaj-vallei. Hij maakte een tussenstop in Osj en bezocht de joert van de voormalige Kirgizische heerseres. In zijn reisdagboeken liet Mannerheim herinneringen achter aan zijn ontmoetingen met de Alaj-Kirgiziërs en hun koningin en verbaasde zich over het feit dat de 96-jarige moslima ermee instemde om gefotografeerd te worden, zelfs te paard.
Kurmanjan-Datka stierf op 1 februari 1907 in haar joert nabij het dorp Mady. Ze werd begraven in Osj naast haar zoon Kamchibek, die in 1895 werd geëxecuteerd.

## Nalatenschap
Kurmanjan genoot groot aanzien, niet alleen onder de Alaj- en Kashgar-Kirgiziërs. Russische en buitenlandse reizigers, waaronder hooggeplaatste militairen, staatsleiders en koloniale functionarissen brachten een bezoek aan Kurmanjan wanneer ze zich in het zuiden van Kirgizië bevonden.
Kurmanjan was tevens dichteres en gebruikte voor haar werken de naam Zyinat. Ze schreef niet alleen in het Kirgizisch, maar ook in het Turks en Farsi. Slechts een klein deel van haar poëtische erfgoed is tot op de dag van vandaag bewaard gebleven.
Door heel Kirgizië zijn monumenten opgericht en straten vernoemd naar Kurmanjan Datka, waaronder in Osj en Bishkek.
Haar portret is te zien op de voorzijde van het Kirgizische bankbiljet van 50 som.
In 2014 werd een film uitgebracht over haar leven, getiteld Kurmanjan Datka: Queen of the Mountains.